# Friesoythe
Friesoythe é uma cidade da Alemanha localizada no distrito de Cloppenburg, estado de Baixa Saxônia. Está situada no rio Soeste, aproximadamente 25 quilômetros à noroeste de Cloppenburg, e 30 quilômetros a sudoeste de Oldenburg.

## História
Friesoythe compartilha uma cultura diversa na história da Baixa Saxônia. Muitas influências culturais da cultura alemã, anglo-saxônica, holandesa, da Frísia Oriental, dinamarquesa e sueca são notáveis na cidade e nos cidadãos. A cidade possui muitos seguidores do catolicismo romano e pequenas porcentagens de calvinismo e luteranismo. Fazia parte do Ducado de Oldenburg e também sob o domínio do Império Francês no século XVIII.

### Segunda Guerra Mundial
Em abril de 1945, a cidade de Friesoythe sentiu toda a força de um ataque da 4ª Divisão Canadense (Blindada), sob o comando do general Christopher Vokes. A maioria da população da cidade, de 4.000 habitantes, se mudou para a paisagem circundante entre 11 e 12 de abril de 1945.
A cidade foi defendida por cerca de 200 paraquedistas do Batalhão Raabe da 7ª Divisão Alemã de Paraquedas. Esses paraquedistas repeliram o primeiro ataque do Regimento Superior do Lago (Motor) em 13 de abril. O Regimento Superior do Lago sofreu dois mortos e dezenove feridos. As baixas alemãs não são conhecidas.
Vokes ordenou a retomada do ataque no dia seguinte por Os Highlanders de Argyll e Sutherland do Canadá (da princesa Louise), comandada pelo tenente-coronel Frederick E. Wigle. O ataque correu bem, com os Argylls protegendo a cidade às 10:30 horas. No entanto, às 08:30, um pequeno número de soldados alemães pegou o quartel-general tático de Wigle de surpresa, matando Wigle e vários outros soldados. O tenente Alan Earp sobreviveu com uma bala na cabeça.
Vokes ordenou uma represália imediata. "Um oficial de primeira classe, por quem eu tinha uma consideração e afeição especiais, e em quem eu tinha um interesse profissional particular por causa de seu talento para o comando, foi morto. Não apenas morto, foi relatado a mim, mas cortou nas costas". De acordo com Vokes, "convoquei meu GSO1. 'Mac', gritei com ele, vou arrasar aquela maldita cidade".
Unidades e soldados dos Argylls espontaneamente começaram o incêndio criminoso de Friesoythe como vingança pela morte de seu coronel, mas depois que Vokes emitiu sua ordem direta, a cidade foi sistematicamente incendiada com lança-chamas montados em Wasp Carriers. Os escombros foram usados para reforçar as estradas distritais dos tanques da divisão. Segundo estimativas alemãs, 85% a 90% da cidade foi destruída, tornando-a uma das cidades mais devastadas da Alemanha na época. Vokes comentou que "não sentia remorso pela eliminação de Friesoythe". Os Argyll and Sutherland Highlanders e o Lake Superior Regiment (Motor) receberam a honra de batalha "Friesoythe".

### Século XXI
Friesoythe cresceu de uma vila para uma cidade pequena e compartilha edifícios de estilo tradicional e moderno da arquitetura alemã, Bauhaus, estilo vitoriano, estilo renascentista e barroco. Grandes empresas multinacionais estão estabelecidas, dando à cidade uma aparência moderna e uma sensação animada. Serviços hospitalares, escolas, ônibus e trem e serviços de saúde estão disponíveis no centro da cidade. A cidade possui boa comunicação e infraestrutura e muitos alemães, poloneses, russos e americanos se integraram à sua população.

## Pessoas notáveis de Friesoythe
- Heinrich Totting von Oyta (ca. 1330-1397), teólogo e filósofo, co-fundador da Faculdade Católica de Teologia da Universidade de Viena
- Wilhelm Abeln (1894-1969), agricultor e político alemão, membro do Parlamento do Estado de Oldenburg